# میل امامزاده عبدالله
میل امامزاده عبدالله مربوط به دوره سلجوقیان است و در شهرستان قم، بخش سلفچگان، روستای چشمه‌علی واقع شده است. این اثر در تاریخ ۲۵ اسفند ۱۳۸۰ با شماره ثبت ۵۶۷۵ به عنوان یکی از آثار ملی ایران به ثبت رسیده است.